# Sweet Tears
Sweet Tears ist ein Lied der Rock- und Metalband Anathema, das die Band 1993 veröffentlichte. Es erschien in der Frühphase des Genres und avancierte zu einem Clubhit.

## Hintergrund und Veröffentlichungen
Die von den Geschwistern Daniel „Danny“, Vincent und Jamie Cavanagh mit den Freunden Darren White und John Douglas gegründete Band Anathema spielte nach zwei Demos und einer Single ihr Debütalbum und eine EP für Peaceville Records ein. Das gesamte Material entstand in den gleichen Aufnahmesessions im Juni und Juli des Sommers 1992 im Academy Studio unter der Begleitung von Paul „Hammy“ Halmshaw. Halmshaw, mit dem Willen der Band mehr Klarheit im Klang zu verleihen, legte der an Paradise Lost orientieren Death-Doom-Band das AC/DC-Album Back in Black als Produktionsidee vor.
Den Text des Stücks Sweet Tears hatte Sänger Darren White verfasst, die Musik überwiegend Daniel „Danny“ Cavanagh. Nach Abschluss der Aufnahmen wurde das Stück Sweet Tears für das Album ausgewählt und geriet, insbesondere durch ein begleitendes Musikvideo, zum „Gesicht des Albums“. Das Video, dass einen Auftritt der Band und die Musiker in der Natur zeigt, wurde in die Rotation des Senders MTV aufgenommen und regelmäßig in der Sendung Headbangers Ball gezeigt. Das Stück wird so zu den frühen Hits der Band und des keimenden Genres Gothic Metal gerechnet. Der Musikjournalist Chris Dick nannte es in einer für das Decibel Magazine verfassten Besprechung gar „eines der insgesamt besten Stücke des Doom Metal“. Auch in weiteren Besprechungen des Albums wird die Qualität des Stücks hervorgehoben.

## Musik und Text
Mit Sweet Tears spielt Anathema ein stimmungsvolles Stück Gothic Metal. Die für den Sachbuchautor Aleksey Evdokimov in „Perfektion konstruierte Interaktion der Instrumente“ wurde im 4/4-Takt und im Grundton G-Dur bei einem Tempo von 140 BpM geschrieben. Das Stück gilt als emotional und energiegeladen. Der überwiegend im gutturalen Growling vorgetragene Text ist eine romantische Elegie. Die abschließende den Verlust benennende Strophe wurde konträr zum Aufbau des vorherigen Teils aus präsenter Leadgitarre, Growling und aggressivem Schlagzeugspiel arrangiert. Diese „verträumte Passage“ mit Akustikuntermalung und gesprochenem Text fügt sich dabei geschickt in das Gesamtwerk.